# 兰江
兰江，古名兰溪、濲水，是钱塘江南源，干流长303千米，流域面积1.9万平方千米。源于徽州休宁县青芝埭尖北坡，干流称龙田溪，流入浙江省衢州境后称衢江，至兰溪市纳金华江后称为兰江，在建德市梅城镇与新安江汇流合为富春江。